# Wiesław Dobrzycki
Wiesław Jan Dobrzycki (ur. 19 sierpnia 1936 w Żelechowie, zm. 21 grudnia 2021 w Warszawie) – polski profesor, latynoamerykanista specjalizujący się w historii stosunków międzynarodowych, wykładowca Uniwersytetu Warszawskiego.

## Życiorys
Syn Leona i Janiny. Urodził się w rodzinie kupieckiej. Szkołę podstawową i średnią ukończył w Żelechowie. W 1957 ukończył na polonistykę na Wydziale Filologicznym Uniwersytetu Warszawskiego. Pracę magisterską napisał o recenzjach teatralnych Maurycego Mochnackiego z lat 1826–1830. Po studiach był krytykiem teatralnym, poszerzając spektrum zainteresowań o malarstwo, na którego temat publikował w „Dzienniku Ludowym” czy „Chłopskiej Drodze”. Na przełomie lat 50. i 60. związał się z Towarzystwem Rozwoju Ziem Zachodnich, gdzie zajmował się m.in. problematyką dziejów ludności polskiej na Śląsku w XIX i XX wieku oraz recepcją powstań śląskich w społeczeństwie polskim. Po rozwiązaniu TRZZ w 1970 Dobrzycki przez trzy lata kierował redakcją historii Państwowego Wydawnictwa Wiedza Powszechna. Ujawnił wtedy zainteresowania Ameryką Łacińską.
W 1970 rozpoczął studia doktoranckie w Instytucie Nauk Politycznych UW, które ukończył, broniąc w lutym 1973 rozprawę doktorską Granica zachodnia w polityce polskiej 1944–47 (promotor: Jerzy Tomaszewski). W 1976 Dobrzycki rozpoczął pracę w nowo utworzonym Instytucie Stosunków Międzynarodowych UW, gdzie zaczął się specjalizować w tematyce latynoamerykańskiej. W 1978 wyjechał na 10 miesięcy do Universidad Nacional Autonoma de Mexico. W lipcu 1982 uzyskał stopień doktora habilitowanego na podstawie rozprawy Myśl polityczna i praktyka Rewolucji Meksykańskiej. W 1990 Dobrzycki został profesorem UW, a rok później otrzymał tytuł naukowy profesora.
Na początku lat 90. przebywał przez 15 miesięcy na Universidad de los Andes w Bogocie, gdzie zafascynował się Simonem Bolívarem. Odbył staże także w Carleton University (1988, 1991–1992) oraz Bibliotece Kongresu (1999).
Wyróżniony m.in. I nagrodą ministra oświaty i wychowania (1974), nagrodami ministra nauki i szkolnictwa wyższego oraz ministra edukacji (1975, 1987, 1997), nagrodą zespołową (1989) oraz indywidualną (1990) PISM, nagrodą rektora UW (1989, 1996, 2000).
Wśród wypromowanych przez Dobrzyckiego doktorów znaleźli się, m.in.: Krzysztof Rómmel (1990), Jarosław Spyra (1994), Agnieszka Bógdał-Brzezińska (2000) i Marcin Gawrycki (2004).

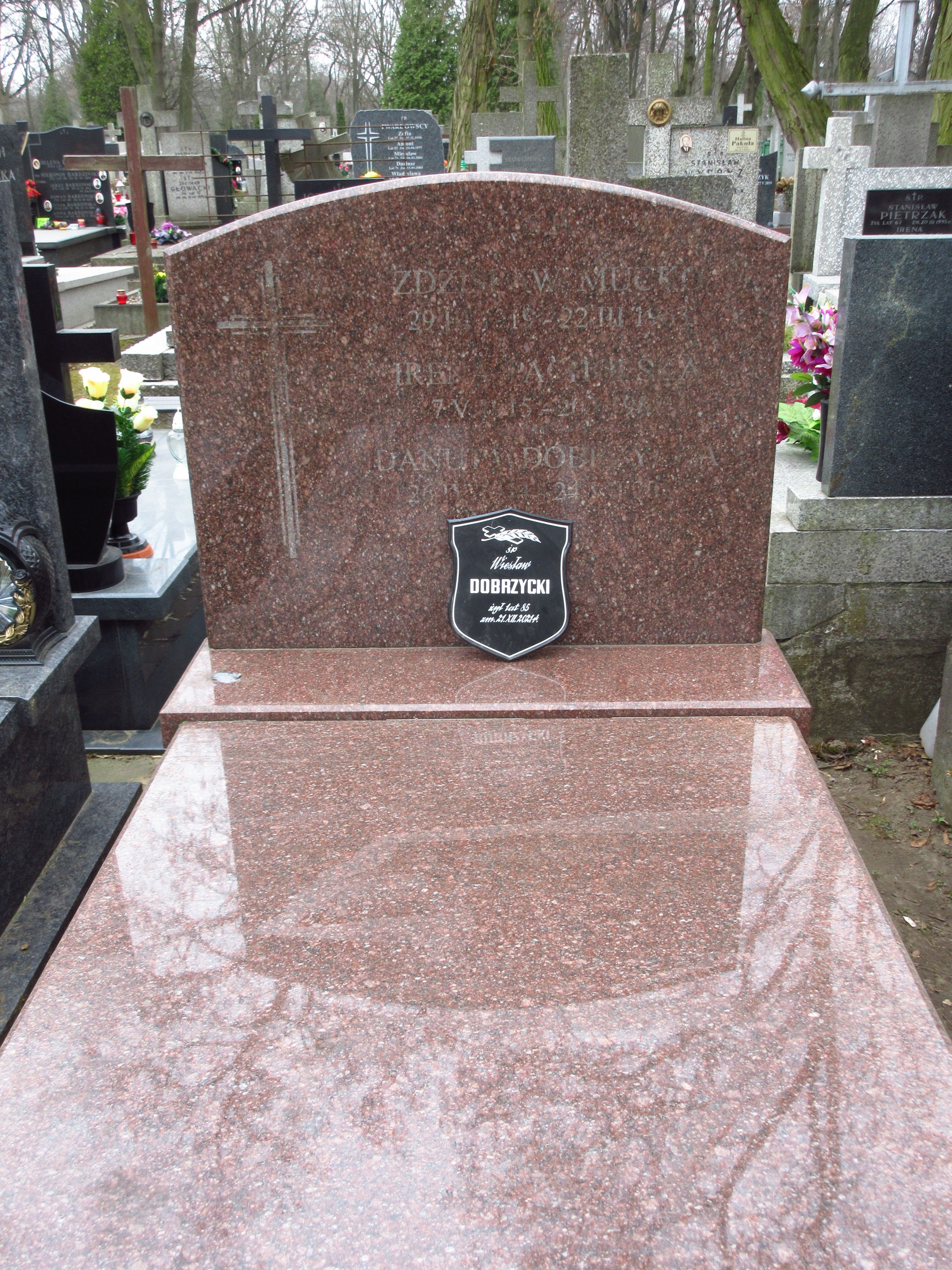
Grób Wiesława Dobrzyckiego na Cmentarzu Bródnowskim.

Pochowany na Cmentarzu Bródnowskim w Warszawie (kwatera 30L-6-5).

## Publikacje
- Historia walk o ziemie zachodnie i północne, Warszawa: Wydawnictwo "Polonia" – Polska Agencja Interpress, 1967.
- Powstania śląskie, Warszawa: Państwowe Zakłady Wydawnictw Szkolnych, 1971.
- Granica zachodnia w polityce polskiej 1944–1947, Warszawa: Państwowe Wydawnictwo Naukowe, 1974.
- Emigracja i Polonia o Polsce i problemie granic 1939–1947, Warszawa 1974.
- Myśl polityczna i praktyka Rewolucji Meksykańskiej, Warszawa: Wydawnictwo Czasopism i Książek Technicznych NOT SIGMA, 1982.
- Myśl polityczna Rewolucji Meksykańskiej, Warszawa: Państwowe Wydawnictwo Naukowe, 1986.
- Ameryka Łacińska we współczesnym świecie, Warszawa: Wydawnictwo Ministerstwa Obrony Narodowej, 1989.
- Historia stosunków międzynarodowych w czasach nowożytnych 1815–1945, Warszawa: Scholar, 1996 (10 wydań).
- Stosunki międzynarodowe w Ameryce Łacińskiej. Historia i współczesność, Warszawa: Scholar, 2000.
- System międzyamerykański, Warszawa: Scholar, 2002.

Encyklopedysta, wymieniony w gronie edytorów 32-tomowej Encyklopedii. Świat w przekroju wydanej w latach 1959–1991 .